# Waitakere United
Maillots
Actualités
Le Waitakere United est un club de football néo-zélandais basé à Waitakere. Il dispute ses matchs au Trusts Stadium. Fondé en 2004, il est avec Auckland City FC l'un des deux grands clubs phares du pays et continent océanique. Il a notamment remporté à deux reprises la Ligue des champions de l'OFC (2007 et 2008) et cinq Championnats de Nouvelle-Zélande.

## Histoire
Fondé en 2004 pour intégrer le nouveau championnat mis en place en Nouvelle-Zélande, Waitakere United joue dès le départ les premiers rôles en atteignant la finale du championnat 2005 contre Auckland City FC qu'il perd sur le score de 3-2 après avoir terminé deuxième de la saison régulière et écarté en demi-finale Waikato FC. En revanche, la saison suivante ne connaît pas la même réussite puisque que le club termine que sixième (sur un championnat comptant huit équipes) en raison de onze défaites en vingt-et-un matchs et ne se qualifie pas pour les play-offs.
En 2006, le club renoue sa confiance à l'équipe en place malgré la médiocre saison précédente, et réussit de nouveau à retrouver le premier plan en terminant en tête de la saison régulière, mais perd de nouveau en finale contre Auckland City FC (2-3), malgré cette défaite, Waitakere United est invité à remplacer le club Port Vila Sharks de Vanuatu qui se désiste en Ligue des champions de l'OFC (O-League).
Au premier tour de la compétition, ils sont opposés à Auckland City FC (champion de Nouvelle-Zélande) et AS Mont-Dore (champion de Nouvelle-Calédonie), ils terminent en tête du groupe grâce à deux victoires et deux nuls devant l'autre club néo-zélandais à la différence de but et se qualifie pour la finale. En finale, ils affrontent Ba FC (champion des Fidji), après être dominés 2-1 à l'aller aux Fidji, ils s'imposent 1-0 chez eux et grâce au but inscrit à l'extérieur remportent le premier trophée de leur histoire. Ce succès leur permet de prendre part à la Coupe du monde des clubs 2007 en tant que représentant du continent de l'Océanie. Ils n'y disputent au cours de cette compétition qu'une seule rencontre, un match de barrage contre les Iraniens du Sepahan Ispahan, perdue 3-1 à Tokyo.
En 2008, Waitakere remporte enfin le Championnat de Nouvelle-Zélande mettant à la série d'Auckland City FC en battant Team Wellington 2-0 en finale. En Ligue des champions, il sort vainqueur de son groupe devant Auckland City FC et l'AS Manu-Ura, il affronte le champion des Îles Salomon le Kossa FC. Après une défaite 3-1 à Honiara, Waitakere s'impose sur un score sans appel 5-0 au retour et s'adjuge son second titre continental. Qualifiés pour la seconde fois d'affilée à la Coupe du monde des clubs, ils sont battus d'entrée par le club australien d'Adelaide United à Tokyo 2-1.
En 2009, Waitakere termine premier de la saison régulière du Championnat, élimine Team Wellington en demi-finale mais perd 2-1 contre Auckland City. C'est également ce dernier qui élimine Waitakere en phase de groupe en Ligue des champions lors du dernier match ; évoluant pourtant à domicile Waitakere est battu 3-1 par Auckland.

## Palmarès
- Ligue des champions de l'OFC (2)
  - Vainqueur : 2007, 2008
  - Finaliste : 2010, 2013

- Championnat de Nouvelle-Zélande (5)
  - Champion : 2008, 2010, 2011, 2012, 2013

## Bilan saison par saison
| Saison    | Championnat | Championnat | Championnat | Championnat | Championnat | Championnat | Championnat | Championnat | Championnat | Championnat  | LDC d'OFC | Coupe du monde |
| Saison    | Division    | Pos         | J           | V           | N           | D           | BP          | BC          | DB          | Phase finale | LDC d'OFC | Coupe du monde |
| --------- | ----------- | ----------- | ----------- | ----------- | ----------- | ----------- | ----------- | ----------- | ----------- | ------------ | --------- | -------------- |
| 2004-2005 | NZFC        | 2e          | 21          | 12          | 4           | 5           | 39          | 19          | +20         | Finaliste    |           |                |
| 2005-2006 | NZFC        | 6e          | 21          | 6           | 4           | 11          | 38          | 41          | -3          |              |           |                |
| 2006-2007 | NZFC        | 1er         | 21          | 15          | 2           | 4           | 47          | 23          | +24         | Finaliste    | Champion  | 1er tour       |
| 2007-2008 | NZFC        | 1er         | 21          | 16          | 3           | 2           | 51          | 14          | +37         | Champion     | Champion  | 1er tour       |
| 2008-2009 | NZFC        | 1er         | 14          | 10          | 3           | 1           | 30          | 12          | +18         | Finaliste    | Poule     |                |
| 2009-2010 | NZFC        | 2e          | 14          | 9           | 2           | 3           | 33          | 13          | +20         | Champion     | Finaliste |                |
| 2010-2011 | NZFC        | 1er         | 14          | 12          | 0           | 2           | 39          | 12          | +27         | Champion     | Poule     |                |
| 2011-2012 | NZFC        | 3e          | 14          | 9           | 0           | 5           | 44          | 17          | +27         | Champion     | Poule     |                |
| 2012-2013 | NZFC        | 1er         | 14          | 12          | 1           | 1           | 48          | 12          | +36         | Champion     | Finaliste |                |
| 2013-2014 | NZFC        | 4e          | 14          | 7           | 2           | 5           | 30          | 19          | +11         | Demi-finale  | -         |                |
| 2014-2015 | NZFC        | 4e          | 16          | 8           | 2           | 6           | 29          | 23          | +6          | Demi-finale  | -         |                |
| 2015-2016 | NZFC        | 6e          | 14          | 4           | 1           | 9           | 24          | 36          | -13         | -            | -         |                |
| 2016-2017 | NZFC        | 3e          | 18          | 10          | 4           | 4           | 31          | 25          | +6          | Demi-finale  | -         |                |
| 2017-2018 | NZFC        | 7e          | 18          | 5           | 4           | 9           | 30          | 34          | -4          | -            | -         |                |
| 2018-2019 | NZFC        | 9e          | 18          | 4           | 1           | 13          | 29          | 46          | -17         | -            | -         |                |